# English National Ice Hockey League 2001/02
Die Saison 2001/02 war die sechste Austragung der English National League. Nach der Ice Hockey Superleague, der British National League und der English Premier Ice Hockey League stellt sie die 4. Liga des britischen Eishockeys dar.

## Modus und Teilnehmer
Die Mannschaften spielten in einer Nord- und einer Südgruppe. In einer Einfachrunde spielte jeder gegen jeden. Im Gegensatz zu den Vorsaisons gab es keine Play-off-Gruppen. Die jeweils ersten beiden von Nord und Süd spielten anschließend in Play-offs mit Hin- und Rückspiel um den Gesamtsieg.

## Nordgruppe
Die Nordgruppe spielte mit denselben Mannschaften wie in der Vorsaison plus den aus der Südgruppe gewechselten Birmingham Rockets.

### Hauptrunde
| Platz | Mannschaft            | Spiele | S  | U | N  | Tore    | Punkte |
| ----- | --------------------- | ------ | -- | - | -- | ------- | ------ |
| 1     | Whitley Warriors      | 18     | 15 | 2 | 1  | 162: 60 | 32     |
| 2     | Altrincham Aces       | 18     | 15 | 1 | 2  | 158: 57 | 31     |
| 3     | Kingston Jets II      | 18     | 12 | 2 | 4  | 122: 78 | 26     |
| 4     | Blackburn Hawks       | 18     | 9  | 2 | 7  | 112: 81 | 20     |
| 5     | Sheffield Spartans II | 18     | 9  | 1 | 8  | 124: 91 | 19     |
| 6     | Billingham Bombers    | 18     | 7  | 4 | 7  | 84: 83  | 18     |
| 7     | Birmingham Rockets    | 18     | 5  | 1 | 12 | 65:119  | 11     |
| 8     | Grimsby Buffalos      | 18     | 5  | 0 | 13 | 94:177  | 10     |
| 9     | Sunderland Chiefs     | 18     | 4  | 1 | 13 | 87:114  | 9      |
| 10    | Bradford Bulldogs     | 18     | 2  | 0 | 16 | 50:198  | 4      |

Legende: S–Siege, U–Unentschieden, N–Niederlage

## Südgruppe
Die Südgruppe wurde durch die Chelmsford Chieftains, Milton Keynes Kings und die wieder angetretenen Invicta Dynamos verstärkt. Demgegenüber wechselten die Birmingham Rockets in die Nordgruppe.

### Hauptrunde
| Platz | Mannschaft                | Spiele | S  | U | N  | Tore    | Punkte |
| ----- | ------------------------- | ------ | -- | - | -- | ------- | ------ |
| 1     | Basingstoke Buffalo II    | 18     | 14 | 0 | 4  | 168: 82 | 38     |
| 2     | Flintshire Freeze         | 18     | 13 | 1 | 4  | 124: 91 | 27     |
| 3     | Telford Tigers            | 18     | 12 | 1 | 5  | 127: 72 | 25     |
| 4     | Oxford City Stars         | 18     | 12 | 0 | 6  | 110: 75 | 24     |
| 5     | Chelmsford Chieftains     | 18     | 10 | 3 | 5  | 100: 72 | 23     |
| 6     | Milton Keynes Kings       | 18     | 8  | 1 | 9  | 77:102  | 17     |
| 7     | Bracknell Hornets II      | 18     | 5  | 1 | 12 | 66: 98  | 11     |
| 8     | Slough Jets II            | 18     | 4  | 3 | 11 | 74:109  | 11     |
| 9     | Invicta Dynamos II        | 18     | 3  | 2 | 13 | 59:123  | 8      |
| 10    | Peterborough Islanders II | 18     | 2  | 2 | 14 | 69:150  | 6      |

Legende: S–Siege, U–Unentschieden, N–Niederlage

## Endrunde
Die Spiele der Endrunde wurden mit Hin- und Rückspiel ausgetragen.